# Michele Bannister
Pour les articles homonymes, voir Bannister.
Michele T. Bannister (née en 1986) est une planétologue et vulgarisatrice scientifique néo-zélandaise à l'Université de Canterbury, qui a participé à l'étude du système solaire le plus externe à la recherche d'objets transneptuniens.

## Formation
Bannister est originaire de Waitara, en Nouvelle-Zélande. Elle a fréquenté la Waitara High School (en), où elle a remporté le concours de rédaction sur la guerre de Corée. Elle a étudié l'astronomie et la géologie à l'Université de Canterbury et a obtenu son diplôme en 2007 avec les honneurs de première classe. Elle a passé neuf semaines à travailler dans les Vallées sèches de McMurdo. Avant de commencer son doctorat, elle a suivi une école d'été à Castel Gandolfo. Elle a obtenu son doctorat en 2014, travaillant sur les objets transneptuniens à l'Université nationale australienne,. Elle a recherché de nouvelles planètes naines au télescope d'Uppsala Southern Schmidt. Le télescope a survécu à l' incendie de Warrumbungles qui a détruit douze propriétés à Coonabarabran. Alors qu'elle était à l'Université nationale australienne, elle a joué dans l'équipe Flying Disc.

## Recherche et carrière
En 2014, elle a été co-investigatrice sur les couleurs pour l'Outer Solar System Origins Survey (OSSOS). Elle a été nommée boursière postdoctorale à l'Université de Victoria et au Conseil national de recherches Canada en 2013,. Alors qu'elle était à l'Université de Victoria, elle a découvert un objet transneptunien ((523794) 2015 RR245) avec le télescope de l'Observatoire Canada-France-Hawaï,,,,,,,. 2015 RR245 est près de la ceinture de Kuiper. Elle a joué pour une équipe d'ultimate et a publié de la poésie.
En août 2016, elle a rejoint l'Université Queen's de Belfast,. Elle fait partie de l'équipe scientifique du Maunakea Spectroscopic Explorer. Elle a participé à l'observation de 1I/ʻOumuamua, un objet interstellaire qui a traversé le système solaire interne en 2017. Elle étudia la luminosité de ʻOumuamua et présenta l'image composite couleur,,. L'astéroïde (10463) Bannister porte son nom depuis 2017,,. En 2020, elle est retournée dans son alma mater, l'Université de Canterbury en tant que maître de conférences en astrophysique.

## Engagement public
Bannister est une vulgarisatrice scientifique populaire, et a parlé à la Royal Society, The Planetary Society, l'Institut SETI, l'Irish Astronomical Society (en) et European Astrofest,,. En 2013, elle était curatrice sur la chaîne RealScientists. Elle a rendu compte des images provenant de Pluton lors du survol du vaisseau spatial sur Radio New Zealand et Nature en 2015,.
Elle a parlé d'astronomie sur la station de radio canadienne CFAX (en) entre 2015 et 2016. Elle est apparue sur BBC Sky at Night (en) en 2017 et 2018,. Elle a écrit pour les magazines The Conversation et The Planetary Society, ainsi que pour Scientific American, Newsweek, National Geographic, New Scientist, Slate et The Guardian,,,,,.

## Prix et distinctions
L'astéroïde (10463) Bannister, découvert par Eleanor Francis Helin et Schelte J. Bus à l'observatoire de Siding Spring en 1979, a été nommé en son honneur. La citation officielle du naming citation été publiée par le Centre des planètes mineures le 13 avril 2017 (M.P.C.  103975).

## Publications (sélection)
- Godfrey, Myfanwy J., Michele T. Bannister, D. Nobes et Ronald S. Sletten. "3D time-lapse imaging of polygonal patterned ground in the McMurdo dry valleys of Antarctica." (2008).
- Fitzsimmons, Alan, Colin Snodgrass, Ben Rozitis, Bin Yang, Méabh Hyland, Tom Seccull, Michele T. Bannister, Wesley C. Fraser, Robert Jedicke et Pedro Lacerda. "Spectroscopy and thermal modelling of the prénom interstellar object 1I/2017 U1 ʻOumuamua." Nature Astronomy 2, no. 2 (2018) : 133.
- Bannister, Michele T., Megan E. Schwamb, Wesley C. Fraser, Michael Marsset, Alan Fitzsimmons, Susan D. Benecchi, Pedro Lacerda et al. "Col-OSSOS : colors of the interstellar planetesimal 1I/Oumuamua." arXiv préimpression arXiv:1711.06214 (2017).
- Kirby Runyon, Bryan Holler et Michele Bannister, « Exploring Trans-Neptunian Objects with Interstellar Probe », Europlanet Science Congress,‎ 8 octobre 2020 (DOI 10.5194/EPSC2020-276).
- (en) Leigh N. Fletcher, Ravit Helled, Elias Roussos, Geraint Jones, Sébastien Charnoz, Nicolas André, David Andrews, Michele Bannister, Emma Bunce, Thibault Cavalié, Francesca Ferri, Jonathan Fortney, Davide Grassi, Léa Griton, Paul Hartogh, Ricardo Hueso, Yohai Kaspi, Laurent Lamy, Adam Masters, Henrik Melin, Julianne Moses, Oliver Mousis, Nadine Nettleman, Christina Plainaki, Jürgen Schmidt, Amy Simon, Gabriel Tobie, Paolo Tortora, Federico Tosi et Diego Turrini, « Ice Giant Systems: The scientific potential of orbital missions to Uranus and Neptune », Planetary and Space Science, Elsevier, vol. 191,‎ octobre 2020, p. 105030 (ISSN 0032-0633 et 1873-5088, OCLC 1762457, DOI 10.1016/J.PSS.2020.105030, arXiv 1907.02963).
- (en) Nathan A Kaib, Rosemary Pike, Samantha Lawler, Maya Kovalik, Christopher Brown, Mike Alexandersen, Michele T Bannister, Brett J Gladman et Jean-Marc Petit, « OSSOS. XV. Probing the Distant Solar System with Observed Scattering TNOs », The Astronomical Journal, New York, IOP Publishing, AAS, University of Chicago Press et AIP, vol. 158, no 1,‎ 2 juillet 2019 (ISSN 0004-6256 et 1538-3881, OCLC 1518488, PMID 31379385, DOI 10.3847/1538-3881/AB2383, arXiv 1905.09286).